# Picea maximowiczii
Picea maximowiczii Regel ex Mast., 1879, è una specie di peccio, appartenente alla famiglia delle Pinaceae, endemica del Fuji e dei monti Yatsugatake, nell'isola di Honshū, in Giappone.

## Etimologia
Il nome generico Picea, utilizzato già dai latini, potrebbe, secondo un'interpretazione etimologica, derivare da Pix picis = pece, in riferimento all'abbondante produzione di resina. Il nome specifico maximowiczii fu assegnato in onore del botanico ed esploratore russo Karl Maksimovič che, durante le sue spedizioni in Giappone, collezionò numerose piante e semi, spedendole in Europa.

## Descrizione

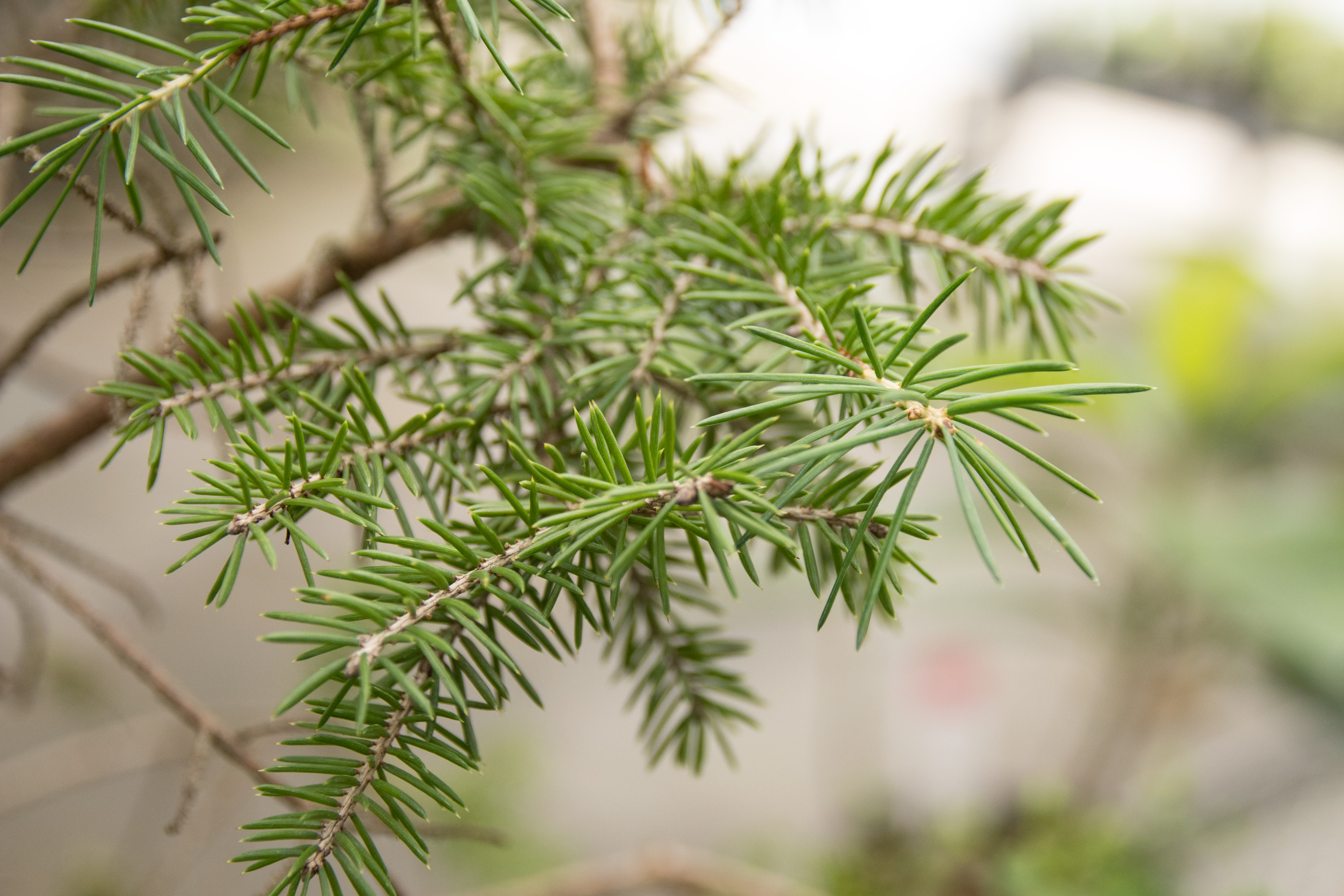
Aghi

### Portamento
Albero alto 20-25 metri (talvolta cespuglioso) con tronco monopodiale diritto o biforcato, che può raggiungere 50–60 cm di diametro; i rami del primo ordine sono lunghi e slanciati, sviluppati orizzontalmente o ascendenti. I rami del secondo ordine sono corti, numerosi e pendenti negli esemplari anziani. La chioma è fitta, largamente conica. I virgulti sono snelli, flessibili, di colore marrone-giallastro o arancione-marrone, scanalati e rugosi, glabri o puberolenti; i pulvini sono numerosi, piccoli e più scuri.

### Foglie
Le foglie sono aghiformi, lineari, dritte o leggermente ricurve, di colore verde scuro lucido con bande stomatiche biancastre, lunghe 1-1,3 cm, di sezione trasversalmente rombica e con punte acute o ottuse; hanno stomi su entrambe le pagine disposti su 2-4 linee. Le gemme vegetative sono ovoidali-coniche o ovoidali-globose, lunghe 2,5-4,5 mm, lievemente resinose; hanno perule ovate o arrotondate, ottuse, di colore rosso-marrone o porpora-marrone, persistenti per anni.

### Fiori
Sono strobili maschili giallastri, ascellari, spesso numerosi, lunghi 1-1,5 cm, eretti da immaturi e pendenti a maturazione.

### Frutti
I coni femminili hanno un corto peduncolo obliquo e sono ovali-cilindrici o ovoidali-oblunghi, inizialmente eretti, poi pendenti a maturazione, lunghi 4-6,5 cm e larghi 2,5-3,5 cm, inizialmente verdi, poi marroni-rossi, con apice ottuso. I macrosporofilli sono obovati-cuneati, lunghi 1,3-1,8 cm, con superficie striata o solcata longitudinalmente, glabra e spesso resinosa. Le brattee sono rudimentali, ligulate, ottuse, lunghe 2–3 mm, totalmente incluse. I semi, di color marrone scuro o marrone-grigio, sono ovoidali-oblunghi e lunghi 3-4,5 mm, con parte alata ovata-oblunga, lunga 7–10 mm, marrone-giallastra o arancione-marrone.

### Corteccia
La corteccia è rugosa, scanalata, di colore marrone o marrone-grigio.

## Distribuzione e habitat
Vegeta dai 1100 ai 2000 m di quota, su suoli di origine vulcanica, usualmente podzolici; il clima dell'habitat è umido, con precipitazioni annue comprese tra 1000 e 2000 mm, caratterizzato da estati fresche e inverni freddi. Si ritrova in piccole formazioni sparse, usualmente in associazione con Juniperus rigida, Pinus densiflora, e specie caducifoglie. La varietà senanensis anche con Picea alcoquiana e Picea koyamae.

## Tassonomia
Viene accettata una varietà:
- Picea maximowiczii var. senanensis Hayashi - endemica della Prefettura di Saitama

## Usi
Il suo legno non è di grande valore e nonostante questo in passato è stato sovra-sfruttato. In Giappone questa specie è molto apprezzata come albero ornamentale per la sua densa chioma e la crescita lenta, ritrovandosi frequentemente in giardini, soprattutto quelli dei templi buddisti; in commercio esiste anche una forma di bonsai. In Europa e Nordamerica non è molto comune, ritrovandosi solo in orti e giardini botanici specializzati, in particolare con la varietà senanensis.

## Conservazione
Specie sottoposta a sovra-sfruttamento in passato con deforestazione intensa e sostituzione con altre specie forestali a più rapida crescita e maggiormente sfruttabili economicamente. Le popolazioni dell'areale primario, vasto solo 100 km², sono sparpagliate in gruppi poco numerosi, con carenza di individui maturi, e rigenerazione difficoltosa (si stima che la popolazione si sia dimezzata). Per questi motivi è classificata come specie in pericolo dalla Lista rossa IUCN.